# Allapoderus corporali
Allapoderus corporali es una especie de coleóptero de la familia Attelabidae.

## Distribución geográfica
Habita en Indonesia.